# HowToBasic
HowToBasic là một kênh YouTube của Úc đăng tải những nội dung mang tính chất hài hước với hơn 17 triệu người đăng ký. Kênh bắt đầu được nhiều người biết đến với video đầu tiên là vào năm 2011.
Nội dung của các video được đăng tải xoay quanh những trò đập phá đồ đạc, máy móc, thực phẩm,...dưới vỏ bọc "làm thế nào để..." (Nguyên văn Tiếng Anh: How to...). Kênh này là một phần của mạng lưới truyền hình.
Tính đến tháng 2 năm 2023, HowToBasic sở hữu lượt đăng ký cao thứ 5 trong số tất cả các kênh Youtube ở Úc.
Kênh này đã từng có thời kì bị chỉ trích vì đã sử dụng lãng phí một lượng lớn thực phẩm như trứng, coca cola, cà phê,... Đáp trả những chỉ trích này, chủ kênh đã tuyên bố trước cộng đồng mạng rằng anh ấy sử dụng những loại thực phẩm đã hết hạn sử dụng từ nhiều ngày trước đó để làm các video. Nguồn cung cấp chủ yếu là từ cửa hàng tạp hóa mà anh đang sở hữu.
Kênh này đã từng 2 lần bị đình chỉ hoạt động (một lần vào giữa năm 2014 và một lần nữa vào cuối năm 2015) vì vi phạm chính sách của YouTube về "nội dung gây hiểu lầm" và bị giới hạn độ tuổi vì nội dung sai lệch. Ngay sau đó, kênh đã được phục hồi và được mở trở lại trên Youtube.

## Nội dung
Kênh có tính chất clickbait; kênh có ý định đánh lừa người xem rằng đây là một kênh hướng dẫn,với tiêu đề video, hình nền và phần mô tả, cũng như phần giới thiệu kênh chung, tuyên bố rằng các video của mình là hướng dẫn về các chủ đề khác nhau, với sự nhấn mạnh đặc biệt về nấu ăn (mà trở nên ít nổi bật sau trong thời gian). Các video quay hình về một người tiếp xúc với thực phẩm và các thứ khác ở góc nhìn thứ nhất và không cho thấy khuôn mặt của mình hay giọng nói, anh ta chỉ rên rỉ và tạo ra những âm thanh tối nghĩa khác. Tại thời điểm nhất định của mỗi video, chủ yếu là lúc đầu nhưng đôi khi sau đó, anh ta bắt đầu làm những việc kỳ lạ, thường bằng cách pha trộn hoặc kết hợp thực phẩm trong một cách khó chịu, và sau đó tạo ra một mớ hỗn độn lớn bằng cách đập, phá hủy và ném thức ăn và các đồ vật. Một đặc trưng của kênh là việc sử dụng rất nhiều trứng; sử dụng thường xuyên những con búp bê và hình ảnh in, cùng với nhiều mặt hàng khác nhau và các công cụ khác nhau. Các video sớm nhất bao gồm các hướng dẫn nhanh, nhưng thực tế hành động rất đơn giản, chẳng hạn như "làm thế nào để mở một cánh cửa"; với âm mưu video dần dần thay đổi hình thức này được mô tả ở trên. Video gần đây được sử dụng lời nói đùa thêm, với các diễn viên và những thước phim có liên quan xuất hiện.

## Trong văn hóa đại chúng
Vào tháng 6 năm 2013, người đứng sau kênh HowToBasic được phỏng vấn bởi Nine News Perth trong phần 6:00 PM Australian News Bulletin, được phát sóng trên kênh truyền hình STW. Đài phỏng vấn đã giấu tên cũng như cho phép anh ấy quay lưng về phía máy quay theo yêu cầu để che giấu danh tính của Youtuber này.
Trong Thế giới kỳ diệu của Gumball mùa 4, tập The Traitor, Gumball làm một chiếc bánh mì kẹp sandwich với phong cách tương tự như những hướng dẫn của HowToBasic.

## Các kênh lân cận
Ngoài kênh chính thức ra, còn có một vài kênh dựa trên để tạo thêm, sau đây là một vài kênh đáng chú ý:
1. HowToBasic 2: Kênh YouTube thứ hai thuộc sở hữu của HowToBasic, nói về cuộc sống của tác giả
2. HowToBasic in Reverse: Kênh đăng các video tua ngược lại của kênh chính[a]